# Senhime

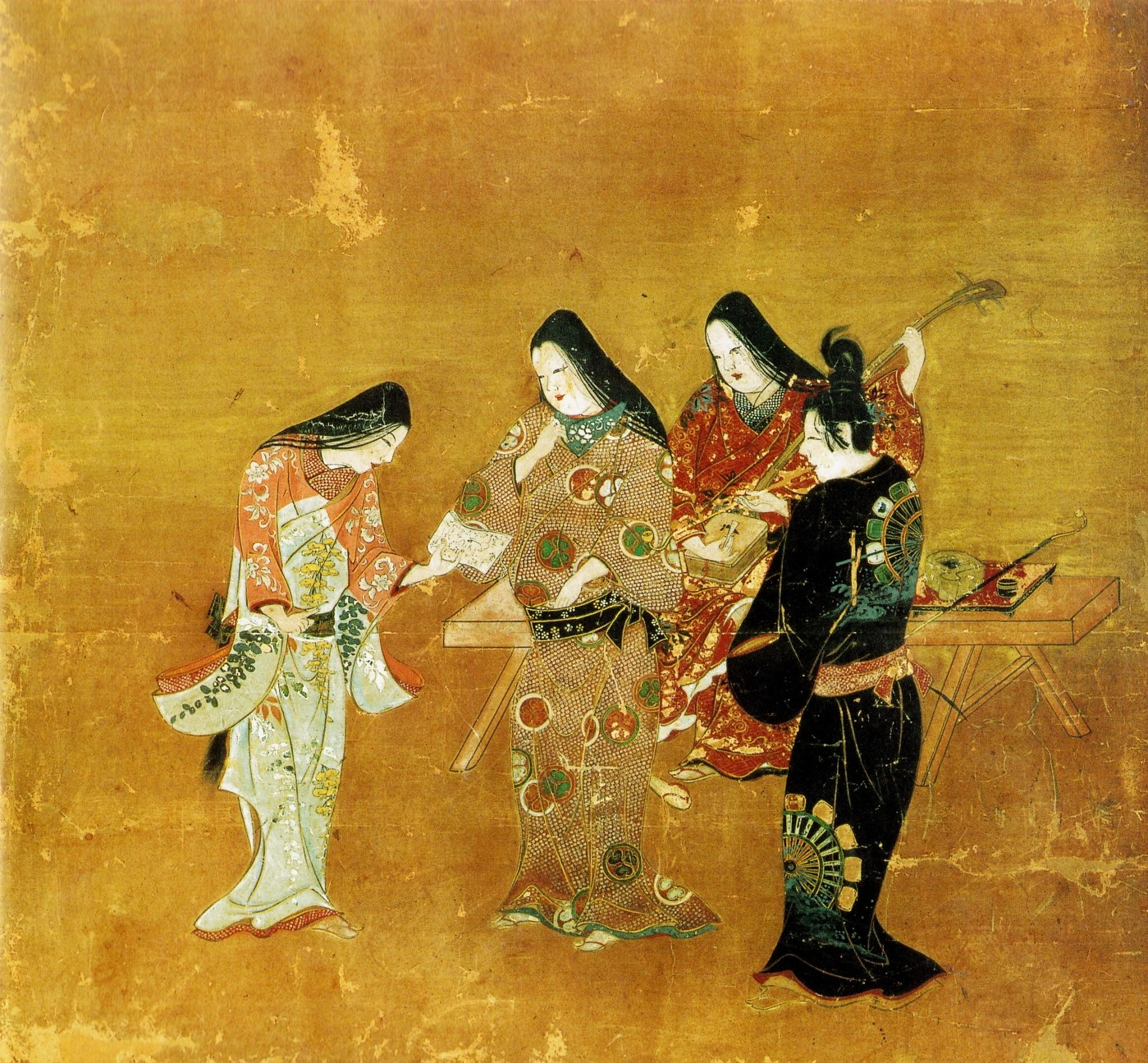
Senhime und Honda Heihachirō (Tokugawa-Kunstmuseum)

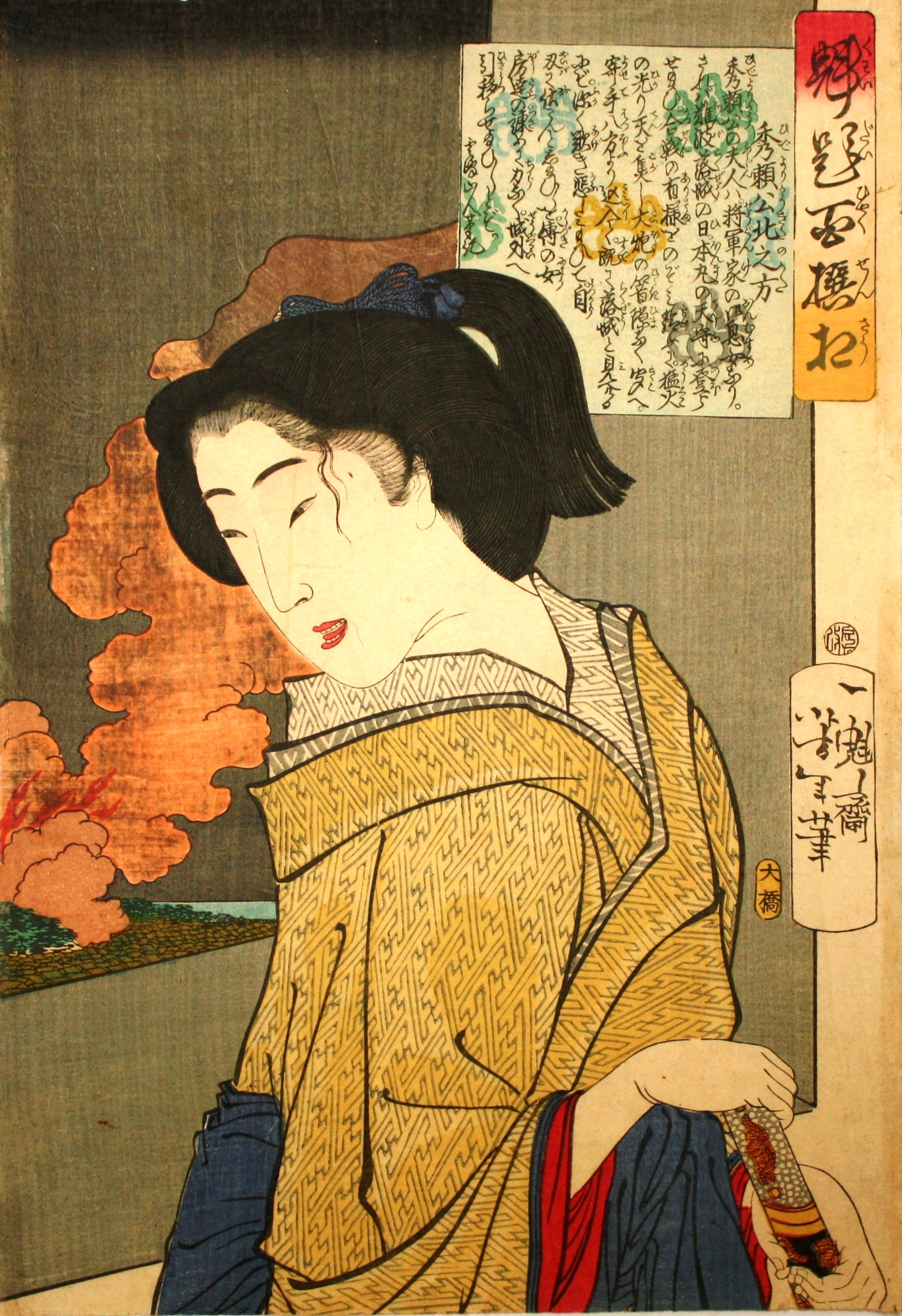
Senhime
(Tsukioka Yoshitoshi)

Senhime (japanisch 千姫, dt. etwa: „Dame Sen“; geb. 11. April 1597, gest. 11. März 1666) war die älteste Tochter von Tokugawa Hidetada und damit eine Enkelin Ieyasus.

## Leben
Senhimes Mutter war Asai O-Gō (浅井 お江). 1598 hatte Toyotomi Hideyoshi auf dem Krankenbett verfügt, dass sein Sohn und Nachfolger Hideyori die Enkelin Ieyasus, Senhime, zur Frau erhalten soll. Um diese Heirat wirklich festzulegen, wurden 1603 die siebenjährige Senhime und der elfjährige Hideyori miteinander verheiratet. Senhime befand sich auf der Burg Ōsaka, als diese von Tokugawa Ieyasu 1615 belagert wurde. Sie konnte aber vor deren Einnahme und Zerstörung der Burg heimlich fliehen. Sie erreichte das Feldlager der Tokugawa, von wo aus sie nach Edo geschickt wurde.
Im folgenden Jahr wurde sie mit Honda Tadatoki (本多 忠刻; 1596–1626), dem ältesten Sohn des Burgherren auf der Burg Kuwana in der Provinz Ise, Honda Tadamasa (本多 忠政; 1575–1631), verheiratet. Als Tadamasa auf die Burg Himeji versetzt wurde, ging auch sein Sohn mit. Als dann Tadamasa 1626 starb, ging Senhime wieder nach Edo zurück. Dort schor sie ihr Haupt und nannte sich Tenjūin (天樹院) und wohnte in der Takebashi-Residenz der Burg Edo.
Bei der Flucht aus der belagerten Burg Ōsaka hatte ihr Sakazaki Naomori (坂崎 直盛; 1563–1616) geholfen. Er soll Senhime zur Frau erhalten haben. Es gab das Gerücht, dass er wegen seiner Heirat ermordet worden sein soll. Ein weiteres Gerücht besagte, dass Senhime nach dem Tode Tadatokis verrückt wurde. Das gilt aber als widerlegt.
Senhime und ihr Leben sind später in der Literatur und in der bildenden Kunst verarbeitet worden.